# Bedtime Stories (Film)
Bedtime Stories ist ein Film aus dem Jahr 2008, bei dem Adam Shankman Regie führt und Adam Sandler die Hauptrolle und mit seiner Produktionsfirma Happy Madison einen Teil der Produktion übernahm. Es war Sandlers erster Film bei Walt Disney Pictures. Der Film startete am 25. Dezember 2008 in den deutschen Kinos.

## Handlung
Marty Bronson betreibt ein Hotel mit seinen beiden Kindern Skeeter und Wendy. Jeden Abend erzählt der Vater seinen Kindern ausgedachte Gutenachtgeschichten, die vor allem Skeeter immer wieder aufs Neue begeistern. Marty ist ein zwar engagierter Hotelier, allerdings ein schlechter Kaufmann, wodurch er sein Hotel stark verschuldet. Der erfolgreiche Geschäftsmann Barry Nottingham bietet Marty einen Weg aus der Schuldenfalle, indem er anbietet, Martys Hotel zu kaufen. Da der Vater seinen Familienbetrieb aber nicht aufgeben möchte, zögert er erst, verkauft aber schließlich doch, nachdem er Nottingham das Versprechen abnimmt, seinem Sohn Skeeter im Erwachsenenalter die Geschäftsleitung zu übertragen.
25 Jahre später ist aus dem Familienhotel ein Luxushotel geworden, in dem Skeeter als Hausmeister und „Mädchen für alles“ arbeitet. Er hat die Hoffnung aber nie aufgegeben, das Hotel eines Tages übernehmen zu können.
Anlässlich des 25. Jahrestags seiner Hotelkette verkündet Nottingham, dass er das Hotel nochmals vergrößern will und dazu auch einen neuen Geschäftsführer ernennt. Kendall, der Geliebte seiner Tochter Violet, soll ab sofort die Führung des neuen Luxushotels übernehmen. Skeeter kann die Ungerechtigkeit nicht fassen. Er wird von seiner Schwester Wendy eingeladen, die er seit mehr als vier Jahren nicht mehr gesehen hat. Wendy ist mittlerweile zweifache Mutter von Patrick und Bobby und ist außerdem seit kurzem geschieden. Da die Grundschule, an der sie Direktorin ist, geschlossen und abgerissen werden soll, muss sie nach Arizona reisen und sich um einen neuen Posten zu bewerben. Sie bittet Skeeter, für eine Woche auf ihre beiden Kinder aufzupassen. Tagsüber würde sich Wendys beste Freundin Jill um die Kinder kümmern, nachts müsste dies Skeeter übernehmen. Mehr aus Protest als aus Freude nimmt Skeeter an, auch weil er weder mit Wendys Freundin Jill noch mit den Kindern wirklich was anfangen kann.
Als Skeeter die Kinder am ersten Abend ins Bett bringt, beginnt er aus Verzweiflung, es seinem Vater gleichzutun, und erzählt seiner Nichte und seinem Neffen eine Gutenachtgeschichte. Die Kinder, die von ihrer Mutter nur sehr spezielle und pädagogisch wertvolle Geschichten kennen, sind hellauf begeistert und beginnen, Skeeters Geschichte mit kindlicher Fantasie mitzuerzählen. Am darauffolgenden Tag erlebt Skeeter Ereignisse, die für ihn erst unerklärlich sind, sich aber später mit den Ergänzungen der Kinder in seinen Geschichten decken sollen. Skeeter versteht plötzlich, dass alles, was die Kinder zu seinen Geschichten hinzufügen, auch tatsächlich so passiert. Nur die Interpretation, um sich auf die erwarteten Ereignisse einzustellen, bereitet Skeeter anfangs Schwierigkeiten. Er versucht sogleich, die Ergänzungen der Kinder so zu beeinflussen, dass sie immer eine positive Wendung für ihn finden.
Durch eine Ergänzung der Kinder erhält Skeeter die Chance, in einem Wettstreit um das neue Hotelmotto den Posten des Geschäftsführers des Hotels übertragen zu bekommen. Auch diesmal versucht er, die Geschichten der Kinder so zu beeinflussen, dass er Chef des Unternehmens seines Vaters wird. Doch kaum wird er zum Chef ernannt, wird er auch schon durch eine Fehlinterpretation wieder gefeuert. Nachdem sich herausstellt, dass das neue Luxushotel auf dem Grundstück erbaut werden soll, auf dem die Schule steht, in die Patrick und Bobby gehen und an der Wendy Direktorin ist, wenden sich Jill und die Kinder von ihm ab. Doch mit Hilfe seines Vaters, der mit ihm als Erzähler aus dem Jenseits kommuniziert, kommt Skeeter eine Idee, um die Schule vor dem anstehenden Abriss zu bewahren. Er nutzt seine Verbindung aus der Schulzeit zu der Chefin der Bauaufsicht und erreicht, dass Nottingham die Abrissgenehmigung entzogen wird. Gleichzeitig sorgt er aber auch dafür, dass Nottingham ein anderes und besseres Grundstück für seine Hotelpläne erhält. Als Nottingham die Sprengung aber nicht verhindern kann, machen Skeeter und Jill sich mit einem gestohlenen Motorrad auf dem Weg zur Schule, um die Sprengung zu stoppen und zu verkünden, dass die Schule bestehen bleibt.
Aus der Hotellerie zurückgezogen, gründet Skeeter ein Familienmotel und gibt ihm den Namen seines Vaters. Kendall ist bei Skeeter als Servicekraft angestellt. Kurz vor dem Abspann erfährt man noch, dass Skeeter und Jill geheiratet haben und dass Nottingham nun Schularzt in der Schule der Kinder ist.

## Produktion
Regisseur Adam Shankman beschreibt die Rolle, die Adam Sandler spielt, als ein Cinder-fella (etwa: Aschen-Kerl) und ergänzt, „… dass er wie Han Solo ist“.

## Auszeichnungen
Der Film wurde in den Vereinigten Staaten 2009 unter anderem für den Kids Choice Award als beliebtester Film und Adam Sandler als beliebtester Schauspieler nominiert.

## Kritiken
„[…] Walt Disney [wartet] wieder mit einer höchst charmanten und im wahrsten Sinne des Wortes fantastischen Komödie für Jung und Alt auf. Adam Sandler […] ist dabei die perfekte Besetzung für den schrulligen, im Leben scheinbar erfolglosen Skeeter Bronson, dessen Fantasie ihm und seiner Familie jedoch den Alltag versüßt. Bedtime Stories ist eine Liebeserklärung an die im Leben verloren geglaubte kindliche Einbildungskraft, die, ist sie einmal entfacht, die Menschen nur mehr bereichern kann.“

„Adam Sandler mit angezogener Handbremse. Fans werden enttäuscht, Kinder lachen sich glücklich.“

„Konventioneller Disney-Weihnachtsfilm mit klassischer Märchenhandlung, der die Protagonisten durch Raum, Zeit und diverse Genres führt, dies für allerlei Mummenschanz und Film-Parodien nutzt und dabei ganz auf den Charme seines Hauptdarstellers setzt.“